# Basananthe berberoides
Basananthe berberoides je biljka iz porodice Passifloraceae, roda Basananthe. Sinonim za ovu biljku je Carania berberoides  Chiov..
Jedina je vrsta roda Basananthe koja je zabilježena izvan afričkog kontinenta. Raste u Jemenu. na području Hadramauta i Mahraha raste duž vadija i stjenovitih obronaka. Domovina ove vrste je središnja Somalija i istočna Etiopija.

## Vanjske poveznice
- Basananthe na Germplasm Resources Information Network (GRIN)  Arhivirana inačica izvorne stranice od 5. svibnja 2009. (Wayback Machine), SAD-ov odjel za poljodjelstvo, služba za poljodjelska istraživanja.